# Matthias Günther (Mathematiker)
Matthias Günther (* 19. August 1955 in Leipzig) ist ein deutscher Mathematiker, der sich mit Partiellen Differentialgleichungen befasst. Er ist Professor an der Universität Leipzig.
1972 gewann Günther die Bronzemedaille auf der Internationalen Mathematikolympiade. Er wurde 1983 an der Universität Leipzig bei Eberhard Zeidler promoviert (Verallgemeinerte Sätze über implizite Funktionen und Anwendungen auf einige, aus der Geodäsie abgeleitete Problemstellungen). 1992 wurde er Professor in Leipzig. 1999 bis 2002 war er Direktor des Mathematischen Instituts und Dekan der Fakultät für Mathematik und Informatik.
1989 vereinfachte er den Beweis des Einbettungssatzes von Nash (ursprünglich von John Forbes Nash Jr. 1966 bewiesen). 1990 hielt er darüber einen Vortrag auf dem Internationalen Mathematikerkongress in Kyoto (Isometric embeddings of Riemannian Manifolds).
Er ist im Stiftungsbeirat der Teubner-Stiftung.

## Schriften
- Zum Einbettungssatz von John Nash, Math. Nachr., Band 144, 1989, S. 165–187.